# Прохоренко Олександр Олександрович
Олександр Олександрович Прохоренко (рос. Алекса́ндр Алекса́ндрович Прохоре́нко; нар. 22 червня 1990 — пом. 17 березня 2016) — російський військовослужбовець Сил спеціальних операцій Збройних Сил Російської Федерації, старший лейтенант. Учасник російської військової інтервенції в Сирію. Загинув 17 березня 2016 року в ході боїв за Пальміру. Герой Російської Федерації (2016).

## Біографія
Народився 22 червня 1990 року в селі Городки Тюльганський район Оренбурзької області. Батько Олександр Васильович працював трактористом, мати Наталія Леонідівна — прибиральницею в адміністрації.
У 2007 році зі срібною медаллю закінчив Городецьку середню загальноосвітню школу, вступив до Оренбурзького вищого зенітного ракетного командного училища, в 2008 році в зв'язку з закриттям училища був переведений в Військову академію військової протиповітряної оборони Збройних Сил Російської Федерації, яку закінчив з відзнакою.
Після закінчення академії був розподілений на посаду передового авіаційного навідника в групу Сил спеціальних операцій Російської Федерації. З січня 2016 року брав участь в російської військової операції в Сирії, виконував завдання з наведення авіаударів на об'єкти  громадянської інфраструктури сирійської опозиції  .

## Загибель
17 березня 2016 року Прохоренко, який тиждень перебував в тилу сирійської опозиції, був оточений місцевими бойовиками в районі населеного пункту Тадмор (провінція Хомс, Сирія). Він вступив в бій з ними, і не бажаючи здаватися в полон, викликав авіаудар на себе. Разом з загиблим Прохоренко були знищені і місцеві жителі, що взяли його в оточення.
Про загибель Прохоренка Міністерство оборони Російської Федерації офіційно повідомило 24 березня 2016 року.
Тіло Олександра Прохоренка після переговорів було передано загону сирійських курдів місцевими жителями  в ході спеціальної гуманітарної операції, ті ж у свою чергу в кінці квітня 2016 року передали його представникам російської влади в Сирії, якими воно було доставлено на Росію, де була проведена процедура генетичної ідентифікації.
5 травня 2016 року, після траурного мітингу з участю міністра оборони Росії генерала армії Сергія Шойгу, труна з тілом Прохоренко була відправлена транспортним літаком з підмосковного військового аеродрому Чкаловський на військовий аеродром Оренбурга, а звідти — вертольотом в село Городки. Тіло супроводжували батько, мати і брат Олександра Прохоренка.
6 травня 2016 року Прохоренко похований з військовими почестями на кладовищі села Городки. У день похорону в Оренбурзькій області був оголошений траур.